# Calle 145 (línea de la Octava Avenida)
La Calle 145 es una estación expresa de dos niveles en la Línea de la Octava Avenida del Metro de Nueva York, localizada en la intersección de la Calle 145 y la Avenida Saint Nicholas en la ciudad de Nueva York en el borough de Manhattan. Los trenes que funcionan con esta línea son los A y los D (todo el tiempo), y por los trenes C (todo el tiempo excepto en las altas horas de la noche), y por los trenes B(días de semana).

## Esquema de la estación
| L1                                        | Nivel de calle                                                   | Salida/Entrada |
| B1                                        | Mezzanine                                                        | Taquilla, agentes de la estación |
| B2 Nivel de la línea de la Octava Avenida | Norte local                                                      | ← hacia Calle 168 (Calle 155) |
| B2 Nivel de la línea de la Octava Avenida | Plataforma central, las puertas se abren en ambos lados del tren | |
| B2 Nivel de la línea de la Octava Avenida | Norte exprés                                                     | ← hacia la Calle 207 (Calle 168) |
| B2 Nivel de la línea de la Octava Avenida | Sur exprés                                                       | → hacia Lefferts Boulevard, Far Rockaway, o Rockaway Park (Calle 125) →                                                                 |
| B2 Nivel de la línea de la Octava Avenida | Plataforma central, las puertas se abren en ambos lados del tren | |
| B2 Nivel de la línea de la Octava Avenida | Sur local                                                        | → hacia Avenida Euclid (Calle 135) → |
| B3 Nivel de la línea Concourse            | Norte local                                                      | ← hacia Bedford Park Boulevard (Calle 155) ← hacia Norwood – Calle 205 (Calle 155)                                                      |
| B3 Nivel de la línea Concourse            | Plataforma central, las puertas se abren en ambos lados del tren | |
| B3 Nivel de la línea Concourse            | Dirección en horas pico-exprés/ Fin de la plataforma             | ← hacia Norwood – Calle 205 (Avenida Tremont) → hacia Coney Island-Avenida Stillwell (Calle 125) → → hacia Brighton Beach (Calle 135) → |
| B3 Nivel de la línea Concourse            | Plataforma central, las puertas se abren en ambos lados del tren | |
| B3 Nivel de la línea Concourse            | Sur local                                                        | → hacia Brighton Beach (Calle 135) → → hacia Coney Island-Avenida Stillwell (Calle 125) →                                               |

El segundo nivel de la estación es usada por los trenes A y C. La banda es color oro con bordes negros.  El primer nivel es usado por los trenes B y D. El color de las baldosas aquí son doradas con negro y las letras de color negro con borde dorado.
Esta es la última parada para los trenes B durante el mediodía y al anochecer. La estación es frecuentemente un punto de transferencia para los aficionados que usan los trenes D para llegar al Yankee Stadium. también está cerca del campus del New York City College.

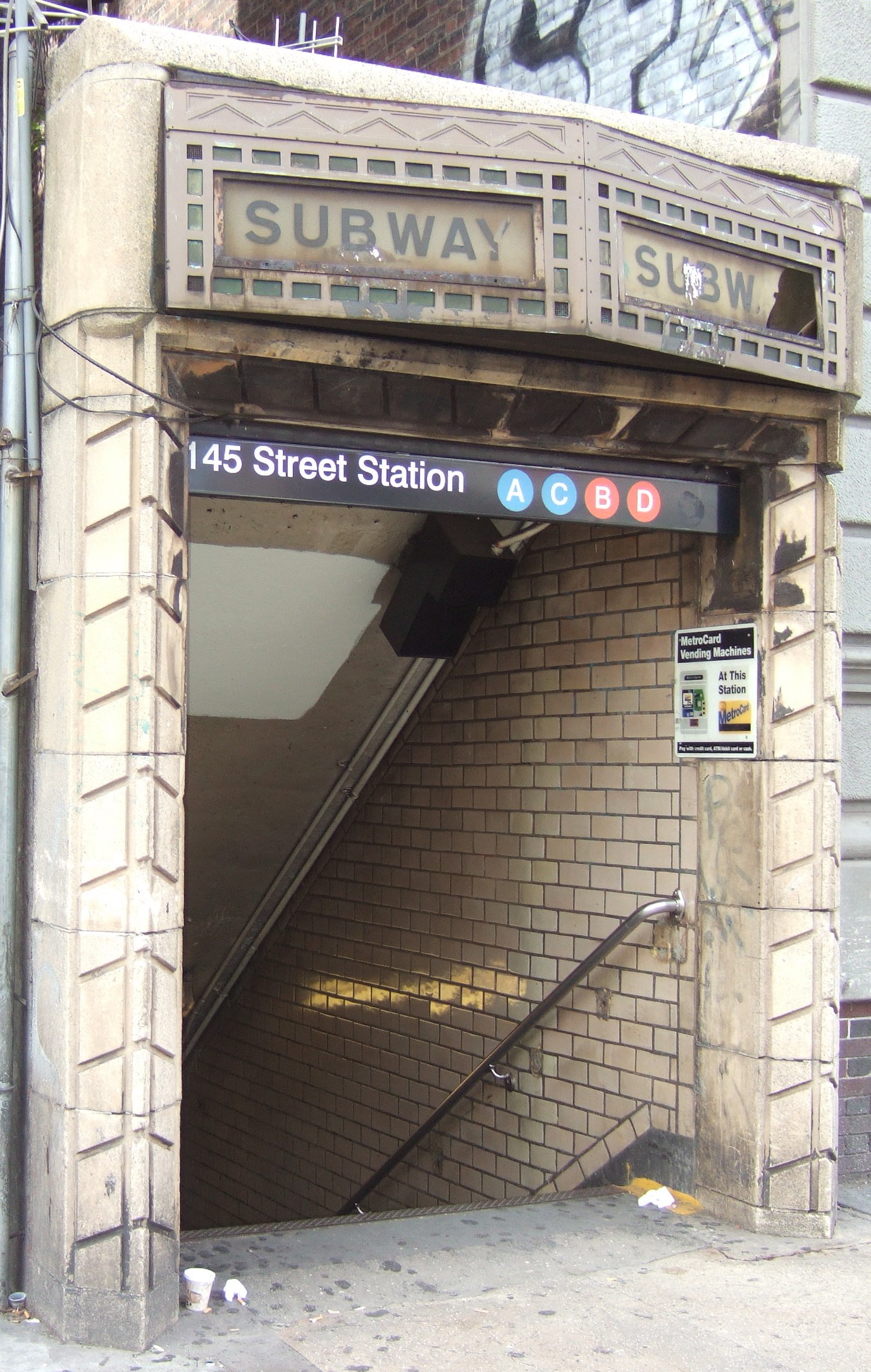
Entrada en la Calle 145.

## Conexiones de buses
- M3
- Bx19